# Mercenaria mercenaria
Espèce
Mercenaria mercenaria, la Palourde américaine, est une espèce de mollusques bivalves de la famille des Veneridae.

## Aire de répartition
Cette espèce est originaire de la côte est de l'Amérique du Nord, du golfe du Saint-Laurent au golfe du Mexique, mais elle a été introduite sur les côtes de Californie, d'Angleterre et du Sud de la Bretagne. Elle vit dans la zone intertidale jusqu'à 10 m de profondeur. Elle est comestible et fait l'objet d'un marché important, notamment en Virginie.

## Usage
C'est en particulier la base des nombreuses recettes de la chaudrée de palourdes, dans sa version américaine typique de la Nouvelle-Angleterre.